# 地拉那大学
地拉那大学（阿尔巴尼亚语：Universiteti i Tiranës，缩写为UT）是位于阿尔巴尼亚首都地拉那的一所公立大学。地拉那大学是阿尔巴尼亚全国规模最大的大学，也是全国实力最强的大学。

## 历史
1957年，该校创建，由5所高等教育机构合并而成（其中最重要的是成立于1947年的科学研究所），当时称作国立地拉那大学。1985年，该校更名为恩维尔·霍查地拉那大学，以同年去世的阿尔巴尼亚最高领导人恩维尔·霍查命名。1992年，该校改用现名。

## 院系设置
地拉那大学共有8个学院，分别是医学院、社会科学学院、理学院、文史学院、法学院、经济学院、外国语学院、体育学院。

## 著名校友
- 涅奇米叶·霍查
- 伊斯梅尔·卡达莱
- 萨利·贝里沙
- 法托斯·纳诺
- 潘代利·马伊科